# Rubem Braga
Rubem Braga (Cachoeiro de Itapemirim, 12 de janeiro de 1913 — Rio de Janeiro, 19 de dezembro de 1990) foi um escritor lembrado como um dos melhores cronistas brasileiros.

## Biografia
Iniciou-se no jornalismo profissional ainda estudante, aos 15 anos, no Correio do Sul, de Cachoeiro de Itapemirim, fazendo reportagens e assinando crônicas diárias no jornal Diário da Tarde. Formou-se pela Faculdade de Direito de Belo Horizonte, em 1932, mas não exerceu a profissão. Neste mesmo ano, cobriu a Revolução Constitucionalista deflagrada em São Paulo, na qual chegou a ser preso. Transferindo-se para o Recife, dirigiu a página de crônicas policiais no Diário de Pernambuco. Nesta cidade, fundou o periódico Folha do Povo. Em 1936, lançou seu primeiro livro de crônicas, O Conde e o Passarinho, e fundou em São Paulo a revista Problemas, além de outras. Durante a Segunda Guerra Mundial, atuou como correspondente de guerra junto à Força Expedicionária Brasileira.
Rubem Braga fez diversas viagens ao exterior, onde desempenhou função diplomática em Rabat, Marrocos, atuando também como correspondente de jornais brasileiros. Após seu regresso, exerceu o jornalismo em várias cidades do país, fixando domicílio no Rio de Janeiro, onde escreveu crônicas e críticas literárias para o Jornal Hoje, da Rede Globo. Sua vida como jornalista registra a colaboração em inúmeros periódicos, além da participação em várias antologias, entre elas a Antologia dos Poetas Contemporâneos.
A 26 de novembro de 1987, foi agraciado com o grau de Comendador da Ordem do Infante D. Henrique, de Portugal.

## Homenagem
Foi inaugurada no dia 30 de junho de 2010 a terceira saída da estação General Osório do Metrô em Ipanema, na Zona Sul da cidade do Rio de Janeiro. O novo acesso, que conta com duas torres com dois elevadores ligando a Rua Barão da Torre ao Morro do Cantagalo, recebeu o nome de Complexo Rubem Braga, em homenagem ao escritor que por anos morou na cobertura do prédio vizinho à estação.

## Morte
Rubem Braga sofria de câncer de laringe e decidiu não ser submeter a tratamentos químicos ou cirúrgicos. Morreu de insuficiência respiratória no Hospital Samaritano, em Botafogo. Quando soube do câncer registrou em cartório o desejo de ser cremado. Também pediu para a família dele a não realização de velório ou qualquer cerimônia fúnebre.

O cronista deixou um bilhete para o filho, Roberto Braga, com orientações para depois da cremação: 
Meu filho,
Após a cremação de meu corpo, providencie que as cinzas sejam transportadas em urna de metal, e não de madeira, e lançadas ao rio Itapemirim. De maneira discreta, sem cortejo e sem quaisquer cerimônias, por pouquíssimas pessoas da família, e de preferência no local que só a sua tia Gracinha, minha irmã Anna Graça, tem conhecimento. De preferência a ilha da Luz, ou a correnteza da ponte de Ferro ou a correnteza da antiga ponte Municipal. Nem o dia deve ser divulgado, tudo isso para evitar ferir suscetibilidades de pessoas religiosas, amigos e os parentes. Agradeça a quem pretenda qualquer disposição em contrário, por mais honrosa que seja, mas não ceda aos símbolos da morte, que assustam as crianças e entristecem os adultos. Viva a vida.
Adeus.
Rubem Braga

## Obras

### Crônicas
- O Conde e o Passarinho, 1936
- O Morro do Isolamento, 1944
- Com a FEB na Itália, 1945
- Um Pé de Milho, 1948
- O Homem Rouco, 1949
- 50 Crônicas Escolhidas, 1951
- Três Primitivos, 1954
- A Borboleta Amarela, 1955
- A Cidade e a Roça, 1957
- 100 Crônicas Escolhidas, 1958
- Ai de ti, Copacabana, 1960
- O Conde e o Passarinho e O Morro do Isolamento, 1961
- Crônicas de Guerra - Com a FEB na Itália, 1964
- A Cidade e a Roça e os Três Primitivos, 1964
- A Traição das Elegantes, 1967 (Editora Sabiá)
- Crônicas do Espírito Santo, 1984 (Coleção Letras Capixabas)
- As Boas Coisas da Vida, 1988
- O Verão e as Mulheres, 1990
- 200 Crônicas Escolhidas
- Casa dos Braga: Memória de Infância (destinado ao público juvenil)
- 1939 - Um episódio em Porto Alegre (Uma fada no front), 2002
- Histórias do Homem Rouco
- Os melhores contos de Rubem Braga (seleção David Arrigucci)
- Rubem Braga: Crônicas para Jovens (Seleção, Prefácio e Notas Bibliográficas Antonieta da Cunha) Global Editora, São Paulo, 2014
- O Menino e o Tuim
- Recado de Primavera
- Um Cartão de Paris
- Pequena Antologia do Braga
- O Padeiro

### Adaptações e Antologia
- O Livro de Ouro dos Contos Russos

- Os Melhores Poemas de Casimiro de Abreu (Seleção e Prefácio)
- Coleção Reencontro: Cyrano de Bergerac - Edmond Rostand (também disponível em audiolivro)
- Coleção Reencontro: As Aventuras Prodigiosas de Tartarin de Tarascon - Alphonse Daudet
- Coleção Reencontro: Os Lusíadas - Luís de Camões (com Edson Braga)

### Traduções
- Antoine de Saint-Exupéry - Terra dos Homens